# Phacelia cliffordii
Phacelia cliffordii är en strävbladig växtart som beskrevs av N.Duane Atwood och S.L.Welsh. Phacelia cliffordii ingår i Faceliasläktet som ingår i familjen strävbladiga växter. Inga underarter finns listade i Catalogue of Life.